# Зелинська Оксана Вадимівна
Окса́на Вади́мівна Зели́нська — старший лейтенант медичної служби Збройних сил України, учасниця російсько-української війни, що відзначилася в ході російського вторгнення в Україну.

## Нагороди
- орден «За мужність» III ступеня (2022) — за особисту мужність і самовіддані дії, виявлені у захисті державного суверенітету та територіальної цілісності України, вірність військовій присязі[1][2].